# Spelaeodiaptomus rouchi
Spelaeodiaptomus rouchi é uma espécie de crustáceo da família Diaptomidae.
É endémica de França.